# Шатне на Сени
Шатне на Сени (фр. Châtenay-sur-Seine) је насељено место у Француској у региону Париски регион, у департману Сена и Марна.
По подацима из 2011. године у општини је живело 955 становника, а густина насељености је износила 73,29 становника/km².

## Демографија
| 1962. | 1968. | 1975. | 1982. | 1990. | 2011. |
| ----- | ----- | ----- | ----- | ----- | ----- |
| 517   | 526   | 506   | 711   | 838   | 955   |